# Hyperolius
Hyperolius es un género de anfibios de la familia Hyperoliidae que habitan en las sabanas y bosques del África subsahariana.

## Especies

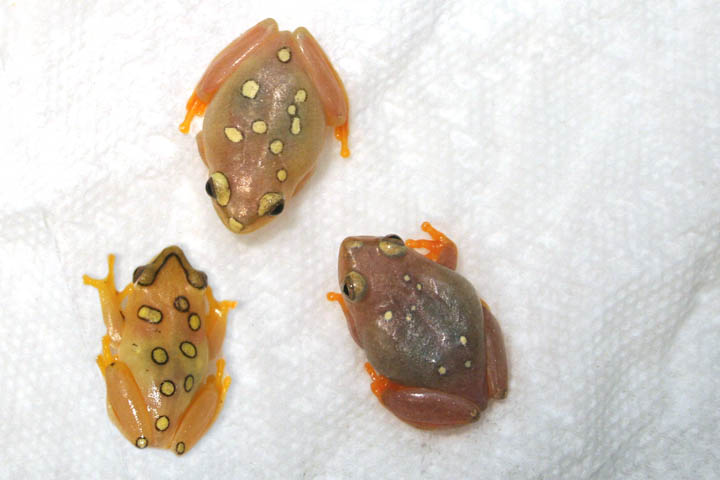
Ejemplares de Hyperolius argus.

Se reconocen las 141 siguientes según ASW:
- Hyperolius acuticephalus Ahl, 1931.
- Hyperolius acuticeps Ahl, 1931.
- Hyperolius acutirostris Buchholz & Peters In Peters, 1875.
- Hyperolius ademetzi Ahl, 1931.
- Hyperolius adspersus Peters, 1877.
- Hyperolius albofrenatus Ahl, 1931.
- Hyperolius argus Peters, 1854.
- Hyperolius atrigularis Laurent, 1941.
- Hyperolius balfouri (Werner, 1908).
- Hyperolius baumanni Ahl, 1931.
- Hyperolius benguellensis (Bocage, 1893).
- Hyperolius bicolor Ahl, 1931.
- Hyperolius bobirensis Schiøtz, 1967.
- Hyperolius bocagei Steindachner, 1867.
- Hyperolius bolifambae Mertens, 1938.
- Hyperolius bopeleti Amiet, 1980.
- Hyperolius brachiofasciatus Ahl, 1931.
- Hyperolius burgessi Loader, Lawson, Portik & Menegon, 2015.[2]
- Hyperolius camerunensis Amiet, 2004.
- Hyperolius castaneus Ahl, 1931.[3]
- Hyperolius chelaensis Conradie, Branch, Measey & Tolley, 2012.
- Hyperolius chlorosteus (Boulenger, 1915).
- Hyperolius chrysogaster Laurent, 1950.
- Hyperolius cinereus Monard, 1937.
- Hyperolius cinnamomeoventris Bocage, 1866.
- .Hyperolius concolor (Hallowell, 1844).
- Hyperolius constellatus (Laurent, 1951).[3]
- Hyperolius cystocandicans Richards & Schiøtz, 1977.
- Hyperolius dartevellei Laurent, 1943.
- Hyperolius davenporti Loader, Lawson, Portik & Menegon, 2015.[2]
- Hyperolius diaphanus Laurent, 1972.
- Hyperolius dintelmanni Lötters & Schmitz, 2004.
- Hyperolius discodactylus Ahl, 1931.
- Hyperolius drewesi Bell, 2016.
- Hyperolius endjami Amiet, 1980.
- Hyperolius fasciatus (Ferreira, 1906).
- Hyperolius ferreirai Noble, 1924.
- Hyperolius ferrugineus Laurent, 1943.
- Hyperolius friedemanni Mercurio & Rödel, 2013.
- Hyperolius frontalis Laurent, 1950.
- Hyperolius fuscigula Bocage, 1866.
- Hyperolius fusciventris Peters, 1876.
- Hyperolius ghesquieri Laurent, 1943.
- Hyperolius glandicolor Peters, 1878.
- Hyperolius gularis Ahl, 1931.
- Hyperolius guttulatus Günther, 1858.
- Hyperolius horstockii (Schlegel, 1837).
- Hyperolius houyi Ahl, 1931.
- Hyperolius howelli Du Preez & Channing, 2013.
- Hyperolius hutsebauti Laurent, 1956.
- Hyperolius igbettensis Schiøtz, 1963.
- Hyperolius inornatus Laurent, 1943.
- Hyperolius inyangae Channing, 2013.
- Hyperolius jackie Dehling, 2012.
- Hyperolius jacobseni Channing, 2013.
- Hyperolius kachalolae Schiøtz, 1975.
- Hyperolius kibarae Laurent, 1957.
- Hyperolius kihangensis Schiøtz & Westergaard In Schiøtz, 1999.
- Hyperolius kivuensis Ahl, 1931.
- Hyperolius koehleri (Mertens, 1940).
- Hyperolius kuligae Mertens, 1940.
- Hyperolius lamottei Laurent, 1958.
- Hyperolius langi Noble, 1924.
- Hyperolius lateralis Laurent, 1940.
- Hyperolius laticeps Ahl, 1931.
- Hyperolius laurenti Schiøtz, 1967.
- Hyperolius leleupi Laurent, 1951.
- Hyperolius leucotaenius Laurent, 1950.
- Hyperolius lucani Rochebrune, 1885.
- Hyperolius lupiroensis Channing, 2013.
- Hyperolius maestus Rochebrune, 1885.
- Hyperolius major Laurent, 1957.
- Hyperolius marginatus Peters, 1854.
- Hyperolius mariae Barbour & Loveridge, 1928.
- Hyperolius marmoratus Rapp, 1842.
- Hyperolius minutissimus Schiøtz, 1975.
- Hyperolius mitchelli Loveridge, 1953.
- Hyperolius molleri (Bedriaga, 1892).
- Hyperolius montanus (Angel, 1924).
- Hyperolius mosaicus Perret, 1959.
- Hyperolius nasicus Laurent, 1943.
- Hyperolius nasutus Günther, 1865.
- Hyperolius nienokouensis Rödel, 1998.
- Hyperolius nimbae Laurent, 1958.
- Hyperolius nitidulus Peters, 1875.
- Hyperolius nobrei (Ferreira, 1906).
- Hyperolius obscurus Laurent, 1943.
- Hyperolius occidentalis Schiøtz, 1967.
- Hyperolius ocellatus Günther, 1858.
- Hyperolius papyri (Werner, 1908 "1907").
- Hyperolius parallelus Günther, 1858.
- Hyperolius pardalis Laurent, 1948.
- Hyperolius parkeri Loveridge, 1933.
- Hyperolius phantasticus (Boulenger, 1899).
- Hyperolius pickersgilli Raw, 1982.
- Hyperolius picturatus Peters, 1875.
- Hyperolius pictus Ahl, 1931.
- Hyperolius platyceps (Boulenger, 1900).
- Hyperolius polli Laurent, 1943.
- Hyperolius polystictus Laurent, 1943.
- Hyperolius poweri Loveridge, 1938.
- Hyperolius protchei Rochebrune, 1885.
- Hyperolius pseudargus Schiøtz & Westergaard In Schiøtz, 1999.
- Hyperolius puncticulatus (Pfeffer, 1893).
- Hyperolius punctulatus (Bocage, 1895).
- Hyperolius pusillus (Cope, 1862).
- Hyperolius pustulifer Laurent, 1940.
- Hyperolius pyrrhodictyon Laurent, 1965.
- Hyperolius quadratomaculatus Ahl, 1931.
- Hyperolius quinquevittatus Bocage, 1866.
- Hyperolius raymondi[4] Conradie, Branch & Tolley, 2013.
- Hyperolius rhizophilus Rochebrune, 1885.
- Hyperolius rhodesianus Laurent, 1948.
- Hyperolius riggenbachi (Nieden, 1910).
- Hyperolius robustus Laurent, 1979.
- Hyperolius rubrovermiculatus Schiøtz, 1975.
- Hyperolius rwandae Dehling, Sinsch, Rödel & Channing, 2013.
- Hyperolius sankuruensis Laurent, 1979.
- Hyperolius schoutedeni Laurent, 1943.
- Hyperolius seabrai (Ferreira, 1906).
- Hyperolius semidiscus Hewitt, 1927.
- Hyperolius sheldricki Duff-MacKay & Schiøtz, 1971.
- Hyperolius soror (Chabanaud, 1921).
- Hyperolius spatzi Ahl, 1931.
- Hyperolius spinigularis Stevens, 1971.
- Hyperolius steindachneri Bocage, 1866.
- Hyperolius stenodactylus Ahl, 1931.
- Hyperolius substriatus Ahl, 1931.
- Hyperolius swynnertoni FitzSimons, 1941.
- Hyperolius sylvaticus Schiøtz, 1967.
- Hyperolius tanneri Schiøtz, 1982.
- Hyperolius thomensis Bocage, 1886.
- Hyperolius thoracotuberculatus Ahl, 1931.
- Hyperolius tornieri Ahl, 1931.
- Hyperolius torrentis Schiøtz, 1967.
- Hyperolius tuberculatus (Mocquard, 1897).
- Hyperolius tuberilinguis Smith, 1849.
- Hyperolius ukaguruensis Lawson, Loader, Lyakurwa & Liedtke, 2023.[5]
- Hyperolius ukwiva Loader, Lawson, Portik & Menegon, 2015.[2]
- Hyperolius veithi Schick, Kielgast, Rödder, Muchai, Burger & Lötters, 2010.
- Hyperolius vilhenai Laurent, 1964.
- Hyperolius viridiflavus (Duméril & Bibron, 1841).
- Hyperolius viridigulosus Schiøtz, 1967.
- Hyperolius viridis Schiøtz, 1975.
- Hyperolius watsonae Pickersgill, 2007.
- Hyperolius wermuthi Laurent, 1961.
- Hyperolius xenorhinus Laurent, 1972.
- Hyperolius zonatus Laurent, 1958.
- Incertae sedis :
  - Hyperolius papyri Werner, 1908.
  - Rappia dombeensis Tornier, 1896.
  - Rappia fimbriata Tornier, 1896.
  - Rappia granulata Tornier, 1896.